# Spartaco Bandinelli
Spartaco Bandinelli, född 27 mars 1921 i Velletri, död 17 februari 1997 i Velletri, var en italiensk boxare.
Bandinelli blev olympisk silvermedaljör i flugvikt i boxning vid sommarspelen 1948 i London.